# جانی نومانیک
جانی منومیک (به انگلیسی: Johnny Mnemonic) فیلمی سایبرپانک، اکشن و علمی تخیلی محصول سال ۱۹۹۵ به کارگردانی رابرت لونگو در اولین کارگردانی خود است. کیانو ریوز و دولف لاندگرن بازیگران اصلی این فیلم هستند. این فیلم بر اساس داستانی به همین نام نوشته ویلیام گیبسون ساخته شده است. کیانو ریوز نقش شخصیت اصلی را بازی می‌کند، مردی با ایمپلنت مغزی سایبرنتیک که برای ذخیره اطلاعات طراحی شده است. این فیلم دیدگاه دیستوپیایی گیبسون از آینده را با جهانی تحت سلطه شرکت‌های بزرگ و با تأثیرات قوی آسیای شرقی به تصویر می‌کشد.

## داستان
فردی بنام جانی منومیک که حامل اطلاعات است، در حال حمل یک بستهٔ اطلاعاتی بزرگ در سرش می‌باشد. این بسته به قدری بزرگ است که اگر نتواند سر وقت آن را تحویل بدهد، ممکن است جانش را از دست بدهد.

## پاسخ انتقادی
این فیلم در سایت راتن تومیتوز از سوی ۳۷ منتقد ۱۹ درصد محبوبیت دارد. بررسی، این سایت این فیلم را عموماً نامطلوب می‌نامد.